# Релігійна організація
Релігійна організація — релігієзнавче та юридичне поняття.
В християнстві (відповідно німецьких соціологів М. Вебера і Е. Трельча) це церква, деномінація, секта (включно з демонічними сектами кримінального, деструктивного та тоталітарного характеру); загально — діляться релігійні організації на
- релігійні конфесії (напр. юдаїзм, християнство, іслам тощо) та
- деномінації (напр. лютеранство, баптизм, сунізм, шиїти тощо).

Окремими типами релігійних організацій є:
- монастир,
- духовний навчальний заклад[1].

Видами релігійних організацій є:
- релігійна громада[1],
- релігійна група (малочисельні спільноти всередині релігійної громади)[1][5] та
- релігійне об'єднання[1],
- релігійна асоціація[1],
- релігійна меншина (релігійна течія в нутрі конфесії — напр. хасидизм тощо)[6][7].

Типологія релігійних організацій залежить від історичних умов виникнення конфесій, соціальних умов існування громад, впливу національних традицій, усталення норм релігійного права, юридично зареєстрованого статуту в державі, монаших конституцій, апостольських правил, постанов Вселенських соборів (конференцій) тощо.

## Структура
Будь-яка оформлена релігійна організація має «управлінський орган» і «виконавчий орган»; чітку структуру, цілісність чого забезпечується віровченням.
Між цими підсистемами існують нормативно оформлені, ієрархічно витримані відносини, що дозволяють керувати релігійною діяльністю та упорядковувати її проведення.
У кожній релігійній системі виникають організації, які виконують ряд функцій:
- — вироблення систематизованого віровчення;
- — розробку систем його ідеологічного захисту;
- — керівництво і здійснення культової діяльності;
- — контроль за діяльністю (і мисленням) членів, вживання санкцій за невиконання релігійних норм;
- — підтримку зв'язків зі світськими організаціями, державним апаратом.

## Релігійні організації вУкраїні
Утворюються з метою задоволення релігійних потреб громадян сповідувати і поширювати віру і діють відповідно до своєї ієрархічної та інституційної структури, обирають, призначають і замінюють керівних осіб згідно із своїми релігійними статутами (положеннями) та відповідно світського «Закону України про свободу совісті та релігійні організації».
Релігійними організаціями в Україні є релігійні громади, їх управління і центри (з головами конфесій), монастирі, релігійні братства та ордени (чини), місіонерські товариства (місії), духовні навчальні заклади, а також об'єднання, що складаються з вищезазначених релігійних організацій. Релігійні об'єднання можуть представлятися своїми центрами (управліннями) як в Україні так і поза Україною.